# Slaget ved Fort Donelson
Slaget ved Fort Donelson blev udkæmpet mellem den 12. februar og den 16. februar 1862 ved Cumberlandfloden i det nordlige Tennessee. Erobringen af fortet åbnede Cumberlandfloden for Unionens flåde og skibstrafik i øvrigt. Floden var en vigtig indfaldsvej til Sydstaterne, som nu lå åben for angreb fra Unionen.
Slaget betød, at den kommanderende brigadegeneral Ulysses S. Grant blev en national helt og blev forfremmet til generalmajor.
Slaget fulgte efter erobringen af Fort Henry den 6. februar 1862. General Grant rykkede med sin hær de knap 20 km over land til Fort Donelson den 12. februar-13. februar, omringede det og begyndte at gennemføre små fremstød for at afprøve fjendens forsvarsværker.
Den 14. februar begyndte kanonbåde under admiral Andrew H. Foote at beskyde fortet i et forsøg på at ødelægge det mest muligt, men fortets kanoner gjorde i stedet betydelig skade på skibene, som blev nødt til at trække sig tilbage.
Den 15. februar, da fortet var blevet fuldstændig omringet, gennemførte sydstatshæren et overraskelsesangreb mod Unionens styrker i et forsøg på at åbne en flugtrute. I første omgang blev unionshæren trængt tilbage, og en flugtvej åbnedes. Forvirring på sydstatshærens side betød dog, at åbningen ikke blev udnyttet. I mellemtiden nåede general Grant, som havde været ved flåden og dermed fraværende fra slagmarken ved slagets begyndelse, tilbage og samlede sine tropper om et modangreb, som igen spærrede flugtvejen og trængte sydstatshæren yderligere tilbage.
I løbet af den efterfølgende nat overdrog de to øverste sydstatsgeneraler kommandoen over fortet til brigadegeneral Simon B. Buckner og slap ud af fortet med en mindre troppestyrke.
Den 16. februar overgav fortet sig betingelsesløst til general Grant.

## Baggrund
Slaget om Fort Donelsen foregik umiddelbart efter slaget om Fort Henry den 6. februar 1862, hvor Grant og Foote erobrede fortet og dermed åbnede Tennesseefloden for Unionen. Cirka 2.500 tropper undslap fra fortet og sluttede sig til styrken i Fort Donelson 19 km væk.
Med tabet af Fort Henry stod sydstatshærens chef Albert Sidney Johnston over for nogle vanskelige valg. Grants hær stod nu mellem Sydstaternes to hovedstyrker i området. P.G.T. Beauregard i Columbus, Kentucky, med 12.000 mand og William J. Hardee i Bowling Green med 22.000. Grants fremstød havde drevet en kile ind mellem de to styrker, og jernbanen mod syd var blevet afskåret, hvilket begrænsede mulighederne for at flytte styrkerne rundt, når et område kom under pres fra den større unionshær. Ved Fort Donelson var der kun omkring 5.000 mand.
Unionen kunne angribe Columbus, eller den kunne angribe Fort Donelson og dermed true Tennessees hovedstad Nashville. En anden mulighed var, at Grant og generalmajor Don Carlos Buell (i Louisville med 45.000 mænd) kunne angribe Johnston fra to sider. Johnston var bekymret over, hvor let det havde været for Unionens kanonbåde at besejre Fort Henry (han vidste ikke, at fortet havde været omtrent oversvømmet som følge af højvande på floden), men han var dog mere bekymret over truslen fra Buell end over den fra Grant, da han havde en mistanke om, at operationerne ved floden blot var en afledningsmanøvre.
Det, Johnston besluttede sig for, betød, at han opgav initiativet og stiltiende indrømmede, at Sydstaternes strategi for at fastholde staten Tennessee var en illusion. Ved en rådslagning den 7. februar i Bowling Green besluttede han at opgive det vestlige Kentucky ved at trække Beauregards styrker tilbage fra Columbus og evakuere Bowling Green og flytte styrkerne derfra sydpå til Cumberland floden ved Nashville. Selv om han var betænkelig ved, om Fort Donelson kunne holdes, fulgte han Beauregards råd om, at han skulle forstærke fortet med 12.000 mand, da han var klar over, at et nederlag her ville betyde tabet af det mellemste Tennessee med forsvarsindustrien i Nashville.
Johnston ville give kommandoen over Fort Donelson til Beauregard, som havde klaret sig godt året før under slaget ved Bull Run, men han afslog på grund af en lidelse i halsen. I stedet blev opgaven overdraget til brigadegeneral John B. Floyd, som netop var ankommet efter en mislykket opgave for Robert E. Lee i det vestlige Virginia. Floyd var eftersøgt af Unionen for svindel og landsskadelig virksomhed, som var foregået, mens han var krigsminister i den tidligere præsident James Buchanans embedstid.
Hans baggrund var politisk, ikke militær, men han var den brigadegeneral på stedet, der havde den højeste anciennitet. 
På Unionens side var generalmajor Henry W. Halleck, som var Grants overordnede med ansvar for militærdistrikt Missouri, også bekymret. Han havde givet Grant lov til at erobre Fort Henry, men nu følte han, at det var risikabelt at fortsætte med Fort Donelson, og selv om Grant havde haft succes indtil videre, havde Halleck ikke stor tiltro til sin underordnede, som han anså for at være dumdristig. Han prøvede at overtale sin egen rival, Don Carlos Buell, om at tage kommandoen over kampagnen og på den måde få hans styrker engageret, men selv om Johnston nærede stor respekt for Buell, var han lige så passiv, som Grant var aggressiv. Grant havde aldrig mistanke om, at hans overordnede overvejede at udskifte ham, men han var under hele kampagnen klar over, at den mindste tøven eller forsinkelse kunne have været en anledning for Halleck til at miste modet og opgive operationen..
Den 6. februar havde Grant telegraferet til Halleck: ”Fort Henry er vores … jeg vil indtage og ødelægge Fort Donelson den 8. og vende tilbage til Fort Henry”."
Denne selvvalgte deadline var overoptimistisk af tre grunde: opblødte veje i området, behovet for at flytte forsyninger væk fra den stigende flod (den 8. februar stod Fort Henry helt under vand); og de skader, som Footes kanonbåde havde fået under slaget.
Hvis han havde været i stand til at manøvrere hurtigt, kunne Grant dog muligvis have erobret Fort Donelsen den 8. februar.
Om morgenen den 11. februar holdt Grant en rådslagning, under hvilken alle hans generaler støttede hans plan for et angreb på Donelsen, undtagen John A. McClernand som havde visse betænkeligheder. Det var sidste gang, Grant holdt en sådan rådslagning under hele borgerkrigen.

## Styrkerne
Grants unionshær bestod af 3 divisioner under kommando af brigadegeneralerne John A. McClernand, C.F. Smith, og Lew Wallace. (Wallace var reservebrigadekommandør under slaget om Fort Henry, men blev tilkaldt til Fort Donelsen den 14. februar og fik til opgave at opstille en ny division, som blandt andet omfattede forstærkninger, som ankom med dampskib, inklusiv en brigade til låns fra Don Carlos Buell). Til støtte for infanteridivisionerne var der to regimenter kavaleri og 8 batterier artilleri, næsten 25.000 mand, om end kun 15.000 var til rådighed ved slagets begyndelse.
Den vestlige flotille under kontreadmiral Andrew H. Foote bestod af 4 jernklædte kanonbåde (flagskibet USS St. Louis, USS Carondelet, USS Louisville og USS Pittsburg) og 3 trækanonbåde (USS Conestogal, USS Tyler og USS Lexington. USS Essex og USS Cincinnati var blevet beskadiget ved Fort Henry og var under reparation.
Floyds sydstatshær på cirka 17.000 mand omfattede 3 divisioner foruden garnisonstropper og tilknyttet kavaleri. De tre divisioner blev kommanderet af Floyd, der blev erstattet af oberst Gabriel C. Wharton, da Floyd overtog kommandoen for hele styrken, samt brigadegeneralerne Bushrod Johnson og Simon B. Buckner. Under slaget blev Johnson, ingeniørofficeren som kortvarigt havde haft kommandoen over fortet i slutningen af januar, i praksis afløst af brigadegeneral Gideon J. Pillow. Han havde tidligere mødt Grant i Slaget ved Belmont. Han havde måttet afgive overkommandoen over fortet, da den rangældre general Floyd ankom. Garnisonstropperne blev ledet af oberst John W. Head og kavaleriet af oberst Nathan Bedford Forrest.
Fort Donelsen var blevet opkaldt efter brigadegeneral Daniel S. Donelson, som havde valgt, hvor det skulle ligge og påbegyndt opførelsen af det i 1861. Det var noget mere frygtindgydende end Fort Henry. Det rejste sig 30 meter over floden, hvilket gav mulighed for, at man kunne skyde ned i angribende skibe, en fordel, som Fort Henry ikke besad. Flodbatterierne omfattede ti 32-punds glatløbede kanoner, en 6,5” riflet og en 10” Columbiade. Der var 5 km løbegrave i en bue rundt om fortet og den lille by Dover. Løbegravene var placeret på en bakkeskråning med tæt abatis foran og understøttet af artilleri. De blev bemandet af Buckner og hans tropper fra Bowling Green på højre side – med flanke til Hickmans Creek og Johnson/Pillow på venstre side ved Cumberlandfloden.
Over for dem stod fra venstre mod højre Smith, Lew Wallace og McClernand. McClernands højre flanke, der stod overfor Pillow, havde ikke tilstrækkelig mange mænd til at nå Lick Creek, og var således åben. Gennem midten af sydstatshærens linje løb den sumpede Indian Creek, og dette område blev primært forsvaret af artilleri, som kunne beskyde det fra begge sider.

## Slaget

### Indledende bevægelser og angreb 12.-13. februar
Den 12. februar afgik hovedparten af unionshæren fra Fort Henry og fortsatte omkring 8 km ad to hovedveje mellem forterne. De blev forsinket undervejs af kavaleri under kommando af Nathan Bedford Forrest. USS Carondelet var den første kanonbåd, som kom op ad floden, og den skød adskillige skud mod fortet for at teste forsvaret, før den trak sig tilbage. Grant ankom den 12. februar og etablerede sit hovedkvarter nær venstre side af linjen ved enken Crisps hus.
Den 13. februar blev der gennemført adskillige små prøveangreb mod sydstatshærens befæstninger, selv om det var i strid med Grants ordrer om, at man ikke måtte fremprovokere et egentligt slag.
Selv om vejret i denne periode gennemgående var vådt, faldt der 8 cm sne om natten mellem den 13. og 14. februar, og vogne og kanoner frøs fast til jorden. På grund af fjendens nærhed og aktive snigskytter kunne man ikke tænde bål, og begge sider havde en dårlig nat, mange fordi de ikke havde tæpper eller overfrakker.

### Forstærkninger og flådetræfning
Klokken 1 om natten den 14. februar holdt Floyd krigsråd i sit hovedkvarter på Dover Hotel, og der var almindelig enighed om, at Fort Donalson formentlig ikke kunne holdes. General Pillow fik til opgave at lede et udbrudsforsøg. Tropper blev flyttet rundt og gjort klar til angreb. Lige før angrebet skulle gå i gang, blev en af Pillows adjudanter dræbt af en snigskytte. Pillow, som ellers normalt var ret aggressiv i kamp, blev nervøs og bekendtgjorde, at da deres bevægelser var blevet opdaget, måtte angrebet udskydes. Floyd blev rasende over denne ændring, men på det tidspunkt var det for sent af gøre noget.
Omkring middag kom general Lew Wallaces brigade fra Fort Henry, og Footes Flotille ankom med 6 kanonbåde og ca. 10.000 tropper på 12 transportskibe. Wallace formerede disse nye tropper i en 3. division med to brigader under obersterne John M. Thayer og Charles Cruft og opstillede disse midt i linjen overfor sydstatshærens skyttegrave. Det gav tilstrækkelig mange tropper til at forlænge McClernands højre flanke til Lick Creek.
Så snart Foote ankom, bad Grant ham indtrængende om at angribe fortets batterier ud mod floden.
Selv om han ikke var glad for at gå i gang uden at have rekognosceret situationen, sejlede han ved 15-tiden tæt ind på fortet og åbnede ild, ganske som ved Fort Henry.
Sydstatshærens artillerister ventede med at åbne ild, til flåden var 400 yards væk. Artilleriet bankede løs på flåden. Foote blev såret – ironisk nok i foden – og styrehuset på hans flagskib USS St. Louis blæst væk, hvorefter skibet flød ned ad floden uden styring. USS Louisville mistede også styringen, mens Pittsburg begyndte at tage vand ind. Skaderne på skibene var voldsomme. Ud af 500 skud affyret fra fortet blev St. Louis ramt 59 gange, Carondelet 54, Louisville 36, og Pittsburg 20 gange. Foote havde taget fejl oven på den lette succes ved Fort Henry.
Historikeren Kendall Gott var inde på, at det ville have været mere fornuftigt at blive så langt nede ad floden som muligt og bruge flådekanonernes længere rækkevidde til at sønderskyde fortet. Et alternativ kunne have været at sejle forbi fortet om natten, som det senere skete ved Vicksburg i 1863. Når først man var kommet forbi flodbatterierne, ville Fort Donelson have været umuligt at forsvare.
Ved træfningen blev 8 søfolk dræbt og 44 såret, mens sydstatshæren ikke havde lidt tab.
Imidlertid var Fæstningen nu omringet af velbevæbnede unionssoldater på land, og selv om flådens skibe var blevet beskadiget, kontrollerede de fortsat Cumberlandfloden. Grant indså, at succes ved Donelson måtte opnås af landstyrkerne uden støtte fra flåden, og han skrev til Halleck, at han kunne blive tvunget til at gennemføre en belejring.

### Udbrudsforsøget den 15. februar
Trods deres uventede succes mod flåden var sydstatsgeneralerne fortsat betænkelige ved deres forbliven i fortet, og holdt endnu et natligt krigsråd, hvor de besluttede igen at forsøge et udbrud.
Ved daggry den 15. februar angreb tropper under ledelse af Pillow et angreb på McClernands division på den fortsat ubeskyttede, højre flanke af Unionens front. Unionsstyrkerne blev ikke fuldstændig overraskede, for de havde ikke kunnet sove i det kolde vejr, men Grant blev overrasket. Han havde ikke regnet med, at andre end han selv ville tage offensive initiativer, og han havde derfor været oppe før daggry og var taget ned ad floden for at besøge Foote på dennes flagskib. Han gav ordre til, at ingen af hans generaler måtte igangsætte operationer og udpegede ikke nogen til at lede hæren i hans fravær.
Det var sydstatshærens plan, at Pillow skulle skubbe McClernand væk, og Buckner skulle flytte sin division over fra Wynn’ Ferry Road og fungere som bagtrop for resten af hæren, mens den trak sig tilbage fra Fort Donelsen mod øst. Et enkelt regiment fra Buckners division var udset til at blive i skyttegravene og forhindre forfølgelse.
Angrebet begyndte godt, og efter to timers heftig kamp var Pillows mænd i stand til at skubbe McClernand til side og åbne en flugtrute. 
Angrebet blev en succes, fordi McClernands tropper var dårligt placeret og som følge af angreb i flanken af kavaleri til fods under Forrest.
Obersterne Richard Oglesby og John McArthurs brigader blev ramt hårdest, men gennemførte en velordnet tilbagetrækning for at regruppere og få nye forsyninger. McClernand bad om assistance fra Lew Wallace, men han tøvede med at reagere uden ordrer fra Grant, som stadig var fraværende. McClernands tilbagetrækning havde endnu ikke taget karakter af flugt, men ammunitionen var ved at slippe op. (Den tidligere forsyningsofficer Ulysses S. Grant’s hær havde endnu ikke lært at organisere forsyningslinierne effektivt, og ekstra ammunition var ikke umiddelbart tilgængelig til frontbrigaderne). En ny kurer ankom til Wallaces hovedkvarter med tårer i øjnene: Vor højre flanke er vendt. Hele hæren er i fare. Wallace afgav nu en af sine brigader under oberst Charles Cruft til at hjælpe McClernand. Crufts brigade erstattede Oglesbys og McArthurs i linjen, men da det gik op for dem, at de også var ved at blive omgået, begyndte de også at falde tilbage.
Det var dog ikke alt, som fungerede lige godt i sydstatshærens angreb. Ved 9.30 tiden, mens de forreste unionsbrigader faldt tilbage, tilskyndede Nathan Bedford Forrest Johnson til at igangsætte et generalangreb på disse desorganiserede tropper, men Johnson var for forsigtig til at godkende et generalangreb og nøjedes med at lade infanteriet fortsætte den langsomme fremrykning.
To timer inde i angrebet opdagede general Pillow, at Buckners fløj ikke angreb ved siden af hans. Efter en konfrontation mellem de to generaler gik Buckners tropper frem, og sammen med højre side af Pillows fløj angreb de W.H.L. Wallaces brigade. Denne forsinkelse gav tid til, at Lew Wallace kunne forstærke McClernand, inden hans styrker blev slået på flugt. Sydstatshærens offensiv endte omkring kl. 12.30, da unionsstyrkerne formerede en defensiv linje på en bakkekam hen over Wynn's Ferry Road. Sydstatsstyrkerne angreb tre gange uden resultat og trak sig tilbage til en bakke 1 km tilbage. Ikke desto mindre havde de haft en god morgen. De havde skubbet unionslinjen 2-3 km tilbage og åbnet flugtruten.
Grant, som åbenbart ikke kunne høre larmen fra slaget, blev omsider gjort opmærksom på den af en adjudant. Han galopperede 11 km over glatte veje, nåede Wallaces hovedkvarter kl. 13, og var forfærdet over at se den forvirring og manglende lederskab, han havde efterladt. McClernand beklagede sig og sagde: Hæren ønsker en leder. Grant svarede: Det lader til det. Mine herrer positionen på højre fløj må generobres. Tro mod sin natur gik Grant ikke i panik over sydstatshærens angreb. Mens han red tilbage fra floden, hørte han lyden af kanoner og sendte besked tilbage til Foote om at igangsætte et bombardement, da han regnede med, at hans tropper var demoraliserede og havde brug for opmuntring. Grant bemærkede, at nogle af sydstatssoldaterne kæmpede med rygsæk på, hvilket antydede, at de forsøgte at undslippe frem for at vinde en sejr. Til en af sine adjudanter sagde han: ”Den som angriber først herefter, vil sejre og fjenden skal skynde sig for at komme før mig. 
Selv om han omkring kl. 13.30 kunne se, at angrebet var en succes og flugtruten var åben, troede Pillow, at han skulle regruppere og tilføre sine tropper nye forsyninger, inden han fortsatte fremad, og til Floyd og Buckners store overraskelse beordrede han sine mænd tilbage i skyttegravene. På det tidspunkt tabte Floyd modet, og i den tro at C. F. Smith’s division fik kraftig forstærkning beordrede han hele styrken tilbage bag Fort Donelsons linjer.
Grant reagerede hurtigt for at udnytte den åbning, som Floyd havde givet ham, og
sagde til Smith: Alt er gået galt på vores højre fløj – du må tage Fort Donelson. Smith svarede, at det ville han gøre. Hans modangreb med to brigader havde hurtigt held med at tage den forreste linje af skyttegrave på højre side, hvor det 30. Tennesseeregiment under oberst John W. Head var blevet efterladt fra Buckners division. Trods gentagne modangreb i de næste to timer kunne sydstatshæren ikke fjerne Smith fra de erobrede stillinger. Unionen stod nu klar til at tage bade Fort Donelson og dets flodbatterier, når lyset vendte tilbage den næste morgen.
På Unionens højre fløj formerede Lew Wallace et angreb med tre brigader – en fra hver division. En brigade angreb forrest, og de andre to støttede bagved og i siden. Wallace ventede på, at obersten fra den forreste brigade fik tændt sin cigar, og så gik det løs. Tropperne generobrede alt det tabte terræn. Obersten fik undervejs skudt sin cigar over, men skiftede den roligt ud med en ny.
Ved solnedgang var sydstatstropperne drevet tilbage til deres udgangspositioner. Grant begyndte at planlægge, hvordan angrebet skulle fortsættes den næste morgen, men glemte at spærre den flugtrute, som Pillow havde skabt.

## Overgivelse 16. februar
Næsten 1.000 soldater var blevet dræbt på begge sider, og der var fortsat ca. 3.000 sårede på slagmarken, hvoraf nogle frøs til døde i snestormen, da mange havde smidt deres tæpper og frakker.
Generalerne Floyd og Pillow var nogenlunde tilfredse med dagens forløb og telegraferede til general Johnston i Nashville, at de havde vundet en stor sejr. Buckner derimod hævdede, at de var i en desperat situation, som blev stadig værre, fordi der kom forstærkninger til Unionen. Ved det afsluttende krigsråd på Dover hotel kl. 1.30 den 16. februar udtalte han, at hvis C.F. Smith angreb igen, ville han kun kunne holde stand i 30 minutter, og han regnede med, at det ville koste tab på 75%. Buckners defaitisme slog igennem på mødet. Storstilet flugt ville være umulig, da hovedparten af de til rådighed stående skibe var undervejs med sårede til Nashville og ikke kunne nå tilbage i tide.
Det gik op for Floyd, at han var på vej til at blive fanget og stillet for en domstol. Han overgav kommandoen til general Pillow. Han frygtede også repressalier fra Unionen, hvis han blev fanget og gav kommandoen videre til general Buckner, som accepterede at blive og overgive hæren. Pillow undslap i en lille båd om natten, mens Floyd forlod fortet næste morgen på en damper med to regimenter infanteri. Nathan Bedford Forrest sagde ophidset, at han ikke var kommet for at overgive sin kommando og undslap med sine 700 mænd i retning Nashville gennem det lave, iskolde vand i Lick Creek.
Om morgenen den 16. februar sendte Buckner en note til Grant, hvor han bad om en våbenhvile og overgivelsesbetingelser. Buckner regnede med, at Grant ville tilbyde milde betingelser som følge af deres tidligere bekendtskab. I 1854 havde Grant taget sin afsked fra hæren, mens han var i Californien, og hans kollega Buckner havde lånt ham penge, så han kunne komme hjem. Grant viste, at han ikke havde noget til overs for folk, som gjorde oprør mod Unionen. Hans svar blev en af de mest berømte sætninger fra krigen, og gav ham hans øgenavn ”Unconditional Surrender ":
Sir. Deres af dags dato med forslag om våbenhvile og udpegning af kommissærer til at fastlægge kapitulationsbetingelser er netop modtaget. Ingen betingelser andre end betingelsesløs kapitulation kan godtages.
Jeg agter straks at rykke frem mod Deres befæstninger.
Jeg er, Sir, meget respektfuldt deres lydige tjener
U.S. Grant
Brigadegeneral
Grant bluffede ikke. Smith var i en god udgangsposition efter at have erobret de ydre fæstningslinier og havde ordre til at angribe med støtte fra de andre divisioner den følgende dag. Grant mente, at hans position nu gav ham mulighed for at springe over den planlagte belejring og storme fortet.
Selv om Buckner ikke var tilfreds med Grants lidet generøse og uridderlige betingelser, overgav han kort efter mellem 12-15.000 tropper og 48 kanoner. Det var den første af 3 sydstatshære, som overgav sig til Grant i løbet af krigen. Senere fulgte John C. Pembertons hær i Vicksburg og Robert E. Lees hær ved Appomattox.
Buckner overgav også betydelige mængder af udstyr og forsyninger, som Grants sultne tropper havde god brug for. Over 7.000 fanger blev efterhånden sendt til Camp Douglas i Chicago og andre blev spredt rundt omkring i Nordstaterne. Buckner blev holdt fanget, indtil han blev udvekslet i august for brigadegeneral George A. McCall.

## Efterspil
Tabstallene ved Fort Donelson blev så store på grund af de mange, der overgav sig. Unionens tab var på 2.691 (507 dræbte, 1.976 sårede, 208 fangne eller savnede), Sydstaternes tab blev 13.846 (327 dræbte, 1.127 sårede, 12.392 fangne eller savnede).
Der blev affyret kanonsalutter, og kirkeklokkerne ringede i hele Unionen ved nyheden om sejren. Chicago Tribune skrev, at hele Chicago dansede af glæde. Erobringen af Fort Henry og Donelson var de første væsentlige unionssejre i krigen, og de åbnede to store floder som invasionsruter til det indre af Sydstaterne. Grant blev forfremmet til generalmajor – og kun Halleck havde højere rang end ham i det vestlige USA. Efter at aviser havde rapporteret, at han havde vundet slaget med en cigar i munden, blev han overdænget af cigarer fra alle sider.
Næsten en tredjedel af Albert Sidney Johnstons styrker var taget til fange. Grant havde fanget flere soldater end alle tidligere amerikanske generaler tilsammen. Dermed mistede Johnson over 12.000 soldater, som kunne have givet ham en afgørende fordel ved det forestående slag ved Shiloh mindre end to måneder senere. Resten af Johnstons styrker stod 320 km fra hinanden i Nashville og Columbus med Grants hær imellem sig og med kontrol over floder og jernbaner. General Buells hær truede Nashville, mens John Pope truede Columbus.
Johnston evakuerede Nashville den 23. februar og overlod dermed et betydningsfuldt industrielt center til Unionen – og den første hovedstad i Sydstaterne. Columbus blev evakueret den 2. marts, og dermed kom det meste af Tennessee under Unionens kontrol – sammen med hele Kentucky, selv om begge stater blev genstand for periodiske raids fra Syden.
Slagmarken ved Fort Donelson og den nærliggende militærkirkegård er blevet bevaret af National Park Service.

## Ekstern henvisning
- Animated History of The Battles of Forts Henry and Donelson Arkiveret 23. december 2008 hos  Wayback Machine